# Plautia Urgulanilla
Plautia Urgulanilla war die erste Ehefrau des späteren römischen Kaisers Claudius.
Urgulanilla, ein Mitglied der plebejischen gens Plautia, war die Tochter des Marcus Plautius Silvanus, ordentlichen Konsuls im Jahr 2 v. Chr., und seiner Ehefrau Lartia. Sie hatte drei Brüder: Marcus Plautius Silvanus, der 24 n. Chr. die Prätur bekleidete, den früh verstorbenen Aulus Plautius Urgulanius sowie Publius Plautius Pulcher, der 47/48 n. Chr. von Claudius in den Patrizierstand erhoben wurde. Wie einer ihrer Brüder erhielt sie ihren Namen nach ihrer Großmutter Urgulania, einer engen Freundin Livias, der Ehefrau des Augustus und Mutter des Tiberius.
Um das Jahr 10 n. Chr. heiratete Urgulanilla Claudius, einen Sohn von Tiberius’ Bruder Drusus. Dieser ließ sich (wohl 24 n. Chr. im Zusammenhang mit der Anklage gegen ihren Bruder Marcus wegen der Ermordung seiner Frau Apronia) wegen Ehebruchs und Mordverdachts von ihr scheiden. Aus der Ehe ging der Sohn Claudius Drusus hervor, der noch im Kindesalter starb. Dem Kaiserbiographen Sueton zufolge erstickte er an einer Birne, die er beim Spielen mit dem Mund auffing. Kurz nach der Scheidung wurde noch eine Tochter geboren, Claudia, die aber von Claudius nicht anerkannt wurde, da angeblich sein Freigelassener Boter der Vater war.